# 台湾五裂槭
台湾五裂槭（学名：Acer oliverianum ssp. formosanum）为槭树科槭属下的一个亚种。

## 扩展阅读
- 維基物種上的相關：台湾五裂槭